# Dębowiec (powiat tucholski)
Dębowiec – kolonia borowiacka w Polsce położona w województwie kujawsko-pomorskim, w powiecie tucholskim, w gminie Cekcyn.
W latach 1975–1998 miejscowość należała administracyjnie do województwa bydgoskiego. Według Narodowego Spisu Powszechnego (III 2011 r.) liczyła 148 mieszkańców. Jest szesnastą co do wielkości miejscowością gminy Cekcyn.